# حريق ملعب برادفورد سيتي
وقعت كارثة ملعب برادفورد سيتي يوم السبت 11 مايو 1985 خلال مباراة في دوري الدرجة الثالثة الإنجليزي على ملعب فالي باريد في برادفورد، ويست يوركشاير، إنجلترا، قُتل 56 مشجعًا وأُصيب ما لا يقل عن 265 آخرين. كان الملعب معروفًا بتصميمه القديم ومرافقه المتهالكة، بما في ذلك السقف الخشبي للمدرج الرئيسي. وكانت قد صدرت تحذيرات سابقة بشأن تراكم كبير للنفايات في التجويف أسفل المدرج، كما أن المدرج كان قد صدر بحقه قرار رسمي بالإزالة، على أن يُستبدل بهيكل فولاذي بعد نهاية الموسم.
بدأت المباراة بين برادفورد سيتي ولينكولن سيتي، وهي المباراة الأخيرة في الموسم، بأجواء احتفالية بمناسبة حصول برادفورد على لقب دوري الدرجة الثالثة. وعند الساعة 3:40 مساءً، أشار المعلّق التلفزيوني جون هيلم إلى حريق صغير في المدرج الرئيسي؛ وخلال أقل من أربع دقائق، ومع وجود رياح قوية، اجتاح الحريق المدرج بالكامل. وأثناء الذعر، هربت الجماهير نحو أرض الملعب، بينما حاول آخرون في مؤخرة المدرج كسر أبواب الخروج المغلقة للهروب. وقد لقي العديد من الأشخاص حتفهم حرقًا عند بوابات التذاكر، التي كانت قد أُغلقت بعد بداية المباراة. وبرزت العديد من مواقف البطولة الفردية، حيث نال أكثر من 50 شخصًا جوائز أو تكريمات من الشرطة البريطانية لشجاعتهم.
أدت الكارثة إلى فرض معايير السلامة الصارمة في الملاعب البريطانية، شملت حظر إنشاء مدرجات جديدة مصنوعة من الخشب، وكانت حافزًا لإعادة تطوير الملاعب وتحديث العديد من ملاعب كرة القدم في المملكة المتحدة خلال العقود الثلاثة التالية. ولا يزال نادي برادفورد سيتي يدعم وحدة حروق برادفورد التابعة لـجامعة برادفورد كجمعية خيرية رسمية.

## خلفية

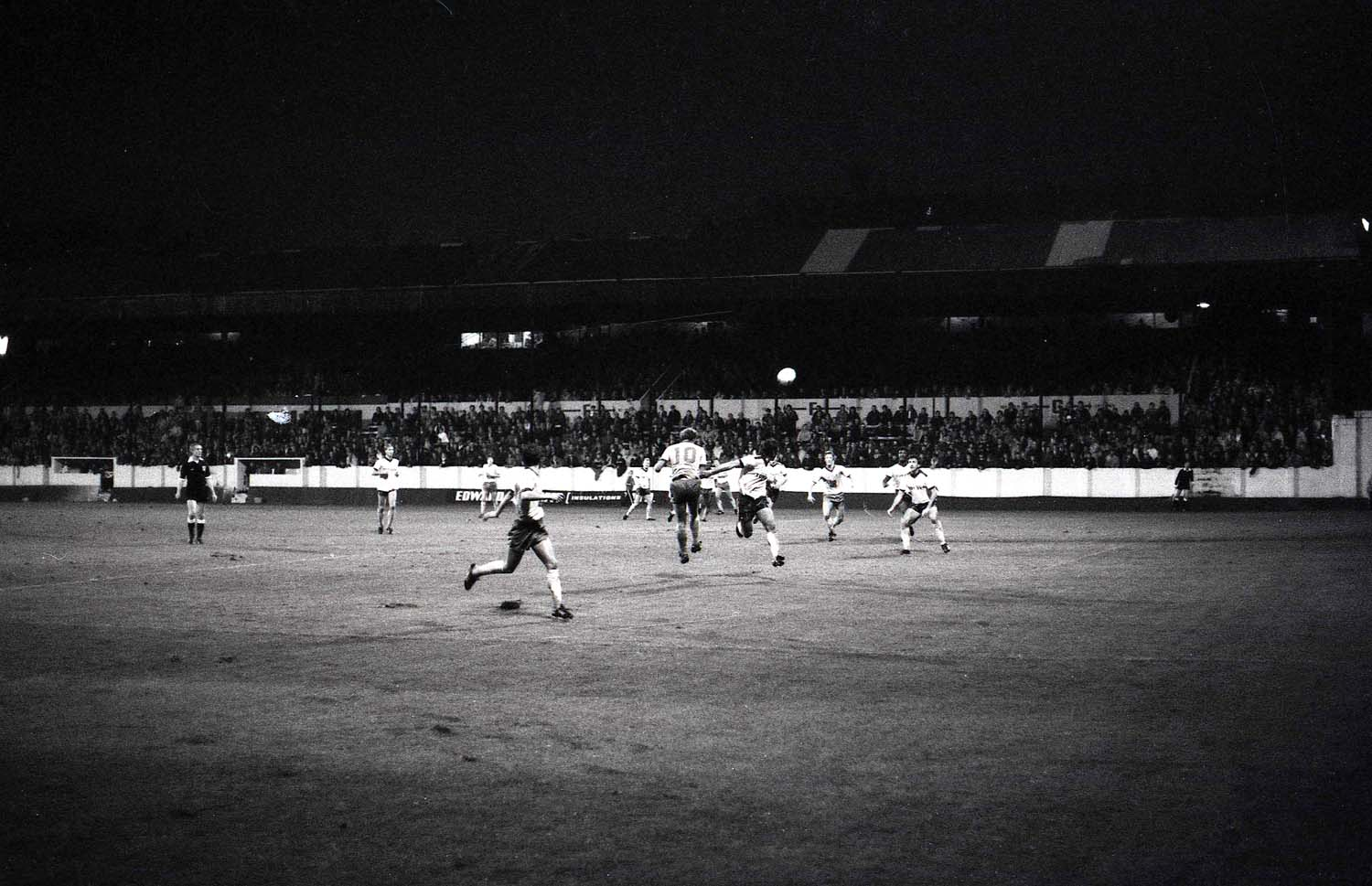
الملعب الرئيسي في 1982

تم بناء ملعب فالي باريد في برادفورد، ويست يوركشاير عام 1886، وكان في البداية الملعب الرئيسي لنادي مانينغهام للرجبي. ومنذ عام 1903، أصبح الملعب هو المقر الرئيسي لنادي برادفورد سيتي بعد تأسيسه، حيث خاض جميع مبارياته المحلية هناك. كانت أرضية الملعب والمدرجات بسيطة للغاية، لكن قدرته الاستيعابية كانت تبلغ 18,000 متفرج. عندما تأسس نادي برادفورد سيتي لكرة القدم، لم يُجرَ الكثير من التغييرات على الملعب، ولم تكن هناك أي أماكن مغطاة للجماهير. ومع ذلك، بعد صعود النادي إلى الدرجة الأولى عام 1908، وافق مسؤولو النادي على برنامج تطوير شامل، وكُلّف المهندس المعماري المتخصص في تصميم ملاعب كرة القدم آرتشيبالد ليتش بتنفيذ الأعمال. بحلول عام 1911، اكتمل المشروع. وشمل المدرج الرئيسي الذي كان يتسع لـ 5,300 مشجع جلوسًا، بالإضافة إلى 7,000 مشجع وقوفًا في منطقة "البادوك" أمامه. وقد وُصف هذا المدرج بأنه "هيكل ضخم"، وكان فريدًا من نوعه آنذاك لأنه بُني على منحدر تل، وكان الدخول إليه من الخلف أعلى من باقي أجزاء الملعب.

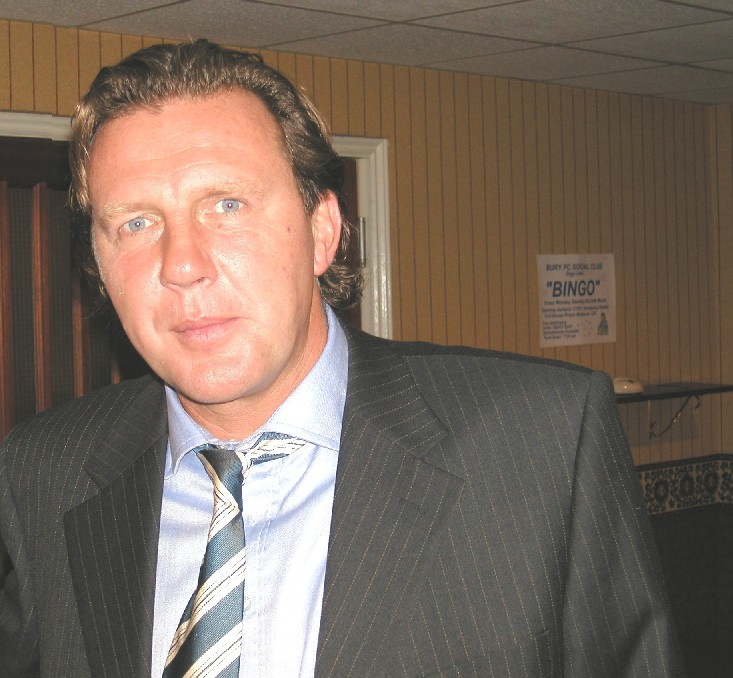
تم تقديم كأس الدوري إلى بيتر جاكسون قبل المباراة النهائية.

وعلى الرغم من أن بعض أجزاء الملعب شهدت تغييرات، فإن المدرج الرئيسي بقي على حاله حتى عام 1985. وقد وصف الكاتب المختص بملاعب كرة القدم سايمون إنغليس المنظر من المدرج بأنه "كما لو كنت تشاهد مباراة من قمرة قيادة طائرة سوبويث كامِل"، نظرًا للدعامات والتصميم القديم للهيكل. ومع ذلك، فقد حذر النادي من تراكم النفايات أسفل المدرج بسبب وجود فجوة بين المقاعد. وتم تنفيذ بعض الإصلاحات، لكن في يوليو 1984، وجّه مهندس من مجلس المقاطعة تحذيرًا جديدًا للنادي، خصوصًا في ظل خططه للاستفادة من صندوق دعم كرة القدم في تمويل التحسينات. وجاء في أحد الخطابات أن المشكلات "ينبغي معالجتها في أقرب وقت ممكن"، وقال خطاب ثانٍ: "سيجارة تُلقى بلا مبالاة قد تتسبب في نشوب حريق". وفي مارس 1985، أصبحت خطط النادي أكثر وضوحًا عندما استلم شحنة من الفولاذ تمهيدًا لبناء سقف جديد.
قبل المباراة الأخيرة للموسم، تم تقديم كأس البطولة لقائد الفريق بيتر جاكسون بعد موسم ناجح تُوِّج فيه النادي بلقب دوري الدرجة الثالثة الإنجليزي، إثر فوزه 2–0 على بولتون واندررز في الجولة ما قبل الأخيرة. ولهذه المناسبة، حضر المباراة التي أُقيمت في 11 مايو 1985 ضد لينكولن سيتي، نحو 11,076 مشجعًا — أي قرابة ضعف معدل الحضور في الموسم الذي بلغ 6,610 مشجعين، وكان من بينهم 3,000 متفرج في المدرج الرئيسي. وشهدت المباراة أيضًا حضور عدد من الشخصيات البارزة المحلية، إضافة إلى ضيوف من ثلاث مدن توأم لبرادفورد: فيرفييه في بلجيكا، ومونشنغلادباخ وهام في ألمانيا الغربية.
أصدرت صحيفة برادفورد تيليغراف أند أرجوس عددًا تذكاريًا بعنوان "بريق ولمعان لملعب باريد" بتاريخ 11 مايو، أوضحت فيه أعمال السلامة المزمع تنفيذها نتيجة ترقية النادي، ووصفت الملعب بأنه "غير ملائم في نواحٍ كثيرة للمتطلبات الحديثة". كان من المقرر تركيب هياكل فولاذية في السقف، واستبدال المدرجات الخشبية بأخرى من الخرسانة. وكانت التكلفة المقدرة للأعمال تبلغ 400,000 جنيه إسترليني، أي ما يعادل 1.5 مليون جنيه حاليًا.

## الحريق
بدأت المباراة في تمام الساعة 3:04 مساءً، وبعد مرور أربعين دقيقة من الشوط الأول ظل التعادل السلبي 0–0 قائمًا، في مباراة وُصفت بأنها باهتة دون أي فرص تهديف حقيقية من كلا الفريقين.
في تمام الساعة 3:44 مساءً، قبل خمس دقائق من نهاية الشوط الأول، لاحظ المعلق الرياضي جون هيلم أول مؤشر على الحريق – وهو توهج ضوء – في الصف الثالث من الخلف في الكتلة G من المدرج الرئيسي. لاحقًا، أوضح هيلم أن أحد المشجعين الأستراليين الذي كان يزور ابنه قد أشعل سيجارة وألقى بها من خلال فجوة في الأرضية الخشبية للمدرج، حيث سقطت على أكوام القمامة المتراكمة تحت المقاعد، مما تسبب في اندلاع الحريق بعد دقائق قليلة.
قال شاهد عيان إنه رأى ورقة أو قمامة مشتعلة على عمق 23 سم تقريبًا تحت الألواح الخشبية. لم يكن بالمدرج أي سلالم، مما سمح بتراكم كبير للنفايات الورقية أسفله. أفاد بعض المتفرجين بأنهم شعروا بسخونة غير معتادة في أقدامهم، وهرع أحدهم لإحضار طفاية حريق دون جدوى. كما صرخ أحد رجال الشرطة طالبًا طفاية، إلا أن زميله ظن أنه يستدعي فرقة الإطفاء، وقد تم تسجيل الاتصال الساعة 3:43 مساءً.
تصاعدت ألسنة اللهب بسرعة كبيرة بسبب المواد القابلة للاشتعال المستخدمة في السقف الخشبي المغطى بالقار، وبدأت الشرطة في إخلاء المدرج. سقطت أجزاء محترقة من السقف على الجماهير، فيما غطى الدخان الكثيف الممر الخلفي حيث كان كثيرون يحاولون الفرار. وقد صرح أحد الشهود، جيفري ميتشل، لهيئة بي بي سي: «انتشر الحريق في لحظات. لم أرَ شيئًا مثله من قبل. الدخان كان خانقًا، بالكاد يمكنك التنفس.»
توقفت المباراة قبل ثلاث دقائق من نهاية الشوط الأول، بعد أن لاحظ الحكم المساعد تدافع الجماهير، وقد أبلغ الحكم نورمان غلوفر الذي أنهى الشوط فورًا. استغرق الأمر 270 ثانية فقط لاحتراق المدرج بالكامل.
لم تكن هناك طفايات حريق في الممرات خوفًا من أعمال التخريب. حاول مشجع الركض إلى النادي للحصول على طفاية، لكنه اختنق بالدخان. حاول البعض الهروب من الخلف، بينما قفز الآخرون إلى أرضية الملعب. لم يكن هناك سياج يعيق الوصول إلى أرضية الملعب، وهو ما ساهم في تجنب كارثة تدافع كما حدث لاحقًا في كارثة هيلزبرة عام 1989. كانت معظم مخارج المدرج الخلفية مغلقة، ولم يكن هناك مشرفون لفتحها، لكن تم فتح سبعة مخارج بالقوة أو وجدها البعض مفتوحة. قام ثلاثة رجال بتحطيم باب مغلق، وساعد أشخاص من الخارج في فتح بوابة أخرى، مما أسهم في تقليل عدد الضحايا. وقد قال ميتشل: «كان هناك هلع عندما تدافعت الجماهير نحو مخرج مقفل بقفل. دفعه رجلان أو ثلاثة بقوة حتى فتحوه، وإلا لما استطعت النجاة.» في مقدمة المدرج، قام رجال برفع الأطفال فوق الحاجز إلى أرضية الملعب لإنقاذهم، وقد نجا معظم من تمكنوا من الوصول إلى أرضية الملعب.[بحاجة لمصدر]
شارك بعض من نجا من الحريق في إنقاذ الآخرين، كما شارك ضباط الشرطة، ولاعبون من برادفورد سيتي مثل جون هاولي ومدرب الفريق تيري يوراث الذي كانت أسرته داخل المدرج، في عمليات الإخلاء. وضع أحد المشجعين قميصه على رأس مشجع آخر لإطفاء اللهب، وتمت استضافة الناجين في منازل محيطة وحانة مجاورة عرضت لقطات للحريق بعد وقت قصير من تصويرها.
وصلت فرقة الإطفاء بعد أربع دقائق من البلاغ، لكن كان المدرج قد احترق بالكامل، وواجهت النيران الكثيفة والدخان عند وصولها. استغرق استخراج الجثث حتى الساعة الرابعة صباحًا من اليوم التالي. أسفر الحادث عن وفاة 56 شخصًا، معظمهم بسبب استنشاق الدخان، فيما توفي البعض لاحقًا في المستشفى.

### البث التلفزيوني
تم تسجيل المباراة بواسطة يوركشاير تيليفيجن لعرضها ضمن النسخة الإقليمية من برنامج ذا بيغ ماتش على قناة ITV بعد ظهر الأحد. وقد تم بث مشاهد الحريق دون رقابة بعد دقائق فقط من وقوعه ضمن برنامج وورلد أوف سبورت على ITV وبرنامج غراندستاند على بي بي سي، بعد أن تم توصيل شريط الفيديو فعليًا إلى مقر يوركشاير تيليفيجن.

## الضحايا والمصابون
من بين الـ56 شخصًا الذين لقوا حتفهم في الحريق، كان 54 منهم من مشجعي برادفورد سيتي واثنان من مشجعي لينكولن سيتي. شملت الضحايا ثلاثة أشخاص حاولوا الهروب عبر دورات المياه، و27 وُجدوا بالقرب من المخرج "K" وبوابات الدخول رقم 6 إلى 9 في منتصف الجزء الخلفي من المدرج، بالإضافة إلى مسنَّين تُوفيا في مقاعدهم. وتعرض البعض للدهس أثناء محاولتهم الزحف أسفل البوابات الدوارة للهروب. أحد ضحايا الحريق، وكان عاملاً متقاعدًا، وصل إلى أرضية الملعب بينما كان جسده مشتعلًا بالكامل، وقد حاولت الجماهير إطفاء النار باستخدام ملابسهم، لكنه توفي لاحقًا في المستشفى متأثرًا بجراحه.
من بين الضحايا، كان 11 منهم دون سن 18 عامًا، و23 شخصًا تجاوزت أعمارهم 65 عامًا. وكان أكبر الضحايا سنًا رئيس النادي السابق سام فيرث، والذي كان يبلغ من العمر 86 عامًا. أُصيب أكثر من 265 مشجعًا في الحادث.
وُصف الحريق بأنه أسوأ كارثة حريق في تاريخ كرة القدم البريطانية، وأخطر كارثة مرتبطة بكرة القدم في بريطانيا منذ كارثة ملعب آيبروكس عام 1971 التي أودت بحياة 66 مشجعًا.

## علاج المصابين ووحدة أبحاث الحروق
بعد الحادث، تأسست وحدة برادفورد لأبحاث الحروق بقيادة البروفيسور ديفيد شارب، بعد استقباله عددًا كبيرًا من المصابين في مستشفى برادفورد الملكي. واستطاع شارب، أثناء علاجه للمصابين، الاستعانة بـ10% من عدد جراحي التجميل في المملكة المتحدة. وخلال هذه الفترة، طوَّر شارب ما يُعرف بـ"حمالة برادفورد" (Bradford Sling)، وهي أداة علاجية توزع الضغط بشكل متساوٍ على المناطق الحساسة من الجلد، وأصبحت تُستخدم عالميًا في علاج الحروق.
بعد الحريق مباشرة، أشرف شارب على علاج أكثر من 200 مصاب، باستخدام تقنيات تجريبية عديدة.[بحاجة لمصدر] وقد ذكر ماثيو وايلدمان، والذي كان يبلغ 17 عامًا وقت الحريق: «أعتقد أنني خضعت لخمس تجارب علاجية مختلفة باستخدام تقنيات جديدة لزراعة الجلد، وقد حُقنت بسوائل ساعدت على تعافي وجهي بشكل طبيعي مع مرور الوقت.»
في الذكرى الخامسة والعشرين للحريق، أنشأت جامعة برادفورد أكبر مركز أكاديمي لأبحاث الجلد في المملكة المتحدة، كامتداد لوحدة الجراحة التجميلية وأبحاث الحروق التابعة لها.

## التحقيقات والإجراءات القانونية

### تحقيق بوبلويل
ترأس القاضي السير أوليفر بوبلويل التحقيق في الكارثة، والذي عُرف لاحقًا باسم "تحقيق بوبلويل". أدى التحقيق إلى إصدار تشريعات جديدة تهدف إلى تحسين السلامة في الملاعب البريطانية، أبرزها حظر إنشاء مدرجات خشبية جديدة، والإغلاق الفوري لأي مدرجات خشبية تعتبر غير آمنة، بالإضافة إلى حظر التدخين في المدرجات الخشبية المتبقية.
في وقت الحادثة، كانت معظم الملاعب مزودة بسياج محيط بين الجماهير والملعب لمنع أعمال الشغب، ولكن المدرج الرئيسي في ملعب فالي باراد لم يكن مسيّجًا، مما مكّن العديد من المشجعين من الفرار إلى أرضية الملعب. بالمقابل، كانت بوابات الدخول مغلقة ولم يكن هناك موظفون لفتحها، ما أدى إلى وفاة عدد كبير من المشجعين أثناء محاولتهم الهروب عبر الممرات الخلفية.
وجد التحقيق أن النادي كان على علم مسبق بمخاطر تراكم القمامة أسفل المدرج. وكان من المقرر هدم المدرج بعد يومين فقط، لكنه ظل قائماً بسبب نقص التمويل. وقد اعتُبر الحريق نتاجًا مأساويًا لعدة عوامل مجتمعة: عقب سيجارة، ومدرج خشبي متهالك، وتراكم ورقيات قابلة للاشتعال. وكانت النتيجة واحدة من أسوأ الكوارث في تاريخ دوري كرة القدم حتى ذلك الحين.

### التحقيق الرسمي والقضية النموذجية
في يوليو 1985، أُجري تحقيق رسمي في أسباب الوفيات، حيث أوصى الطبيب الشرعي جيمس تورنبول باعتبار الوفاة "نتيجة حادث عرضي"، وهو ما أقرّت به هيئة المحلفين. وفي عام 1986، رُفعت قضية نموذجية ضد النادي من قبل الشرطي ديفيد بريتون وسوزان فليتشر، التي فقدت زوجها وابنها البالغ 11 عامًا واثنين من أقاربها في الحريق. وفي 23 فبراير 1987، قرر القاضي السير جوزيف كانتلي تحميل النادي ثلثي المسؤولية، ومجلس مقاطعة غرب يوركشاير (الذي أُلغي لاحقًا) الثلث الباقي.
انتقد القاضي إدارة النادي قائلاً إن النادي لم يُعطِ السلامة الاهتمام الذي تستحقه، وأن تقصيره في تدابير الوقاية من الحرائق كان واضحًا رغم التنبيهات المتكررة. كما ألقى باللوم جزئيًا على مجلس المقاطعة لفشله في تفعيل صلاحياته القانونية بموجب قانون الاحتياطات من الحريق 1971.
بلغ عدد المطالبات بالتعويض نتيجة لهذه القضية أكثر من 154 طلبًا، منها 110 لمتضررين مدنيين و44 لرجال شرطة. بلغت قيمة التعويضات الإجمالية نحو 20 مليون جنيه إسترليني، دُفعت من خلال التأمين الذي كان قد حصل عليه النادي. وفي عام 1988، بدأت أولى دفعات التعويضات، حيث تلقى أكثر من 40 شخصًا ما يصل إلى 40,000 جنيه لكل منهم.

### تصريحات مارتن فليتشر
في عام 2010، انتقد مارتن فليتشر، نجل سوزان وأحد الناجين من الحريق، إدارة النادي وقت وقوع الحادث، معتبرًا أن أحدًا لم يُحاسب بشكل فعلي على مستوى الإهمال الجسيم الذي وقع. كما انتقد بشدة استخدام أموال عامة لدعم النادي رغم أن الإدارة المسؤولة عن الحريق بقيت في مناصبها.
وبعد تصريحات مثيرة للجدل أدلى بها بوبلويل حول كارثة هيلزبورو، انتقد فليتشر التحقيق الأصلي قائلاً إن تقرير بوبلويل لا يرقى إلى مستوى تقرير لورد تايلور، وإنه يحتوي على ثغرات كثيرة. وفي عام 2015، نشر فليتشر كتابًا بعنوان "ستة وخمسون: قصة حريق برادفورد"، كشف فيه عن سجل من الحرائق السابقة التي وقعت في ممتلكات يملكها رئيس النادي ستافورد هيغنبوثام، بما في ذلك ثمانية حرائق كارثية خلال 18 عامًا سبقت الحريق.

## ردود الفعل
حظيت الكارثة بتغطية إعلامية واسعة، وتدفقت رسائل الدعم والمواساة من أنحاء العالم، كان من بينها تعازي الملكة إليزابيث الثانية، ورئيسة الوزراء مارغريت ثاتشر، والبابا يوحنا بولس الثاني. كما وردت رسائل تعزية من شخصيات بارزة مثل هلموت كول، والشاذلي القليبي، وفيليبي غونثاليث.
قال رئيس النادي، ستافورد هيغنبوثام: "كان من المفترض أن يكون هذا يومنا". ووصف المدرب تيري يوراث الأحداث بأنها "أسوأ يوم في حياتي". وقال القائد في شرطة المنطقة، المفتش باري أوزبورن، إن العديد من ضباطه بكوا عندما رأوا مدى بشاعة الحروق التي أصابت الناس.
كان للكارثة تأثير عميق وطويل الأمد على الجماهير. قال كريستوفر هاموند، الذي كان يبلغ 12 عامًا يوم الحادث، في الذكرى العشرين للحريق: "كان من السهل عليّ وقتها أن أتجاوز الأمر كطفل، لم أدرك مدى خطورته حتى قرأت التغطية الصحفية في الأيام التالية. لكن عندما أنظر إلى الوراء الآن، وأرى كيف أثّر الأمر على والدي، أدرك تمامًا ما مررنا به." أما والده توني فقال عن عودته للملعب في اليوم التالي: "تساءلت كيف نجا أي شخص من هناك، لكنني بدأت أيضًا أشعر بالذنب لأنني نجوت في حين أن آخرين لم يفعلوا." وقد خضع للعلاج النفسي، ولم يتمكن من حضور أي مباراة لعدة سنوات.
أما ماثيو وايلدمان، الذي كان يبلغ 17 عامًا ويعاني من التهاب المفاصل الروماتويدي ويستخدم العكازات، فقد أُخرج من المدرج بمساعدة مشجعين آخرين، وقضى فترة في المستشفى للعلاج. وقد صرح لاحقًا: "لم أشهد شيئًا مثل ذلك من قبل أو بعد. المدينة كلها كانت مصدومة، لكن عدد المتطوعين كان مذهلاً. [...] لا تزال لدي ذكريات رهيبة عن ذلك اليوم، ولكن أكثر ما أتذكره هو إنسانية من قدموا لنا المساعدة." 

## ما بعد الحريق

### صندوق التبرعات
تم إنشاء صندوق تبرعات كارثة برادفورد خلال 48 ساعة من الحريق، وجمع في النهاية أكثر من 3.5 مليون جنيه إسترليني (13.4 مليون جنيه اليوم). شملت فعاليات جمع التبرعات إعادة مباراة لفريق إنجلترا الفائز بكأس العالم 1966 أمام منتخب ألمانيا الغربية الأصلي، وأُقيمت على ملعب إيلاند رود التابع لنادي ليدز يونايتد في يوليو 1985. فازت إنجلترا بالمباراة بنتيجة 6–4.
جزء من الأموال جُمع من خلال تسجيل أغنية "لن تسير وحدك أبدًا" من المسرحية الموسيقية كاروسيل بواسطة فرقة ذا كراود (بما في ذلك جيري مارسدن من فرقة جيري آند ذا بيسميكرز، التي سجلت النسخة الأصلية عام 1963 والتي تبنتها ليفربول إف.سي لاحقًا كشعار للنادي). وصلت الأغنية إلى المرتبة الأولى في قائمة الأغاني البريطانية. وذهب العائد إلى وحدة علاج الحروق التي أُنشئت بالشراكة بين جامعة برادفورد ومستشفى برادفورد الملكي، والتي أصبحت لاحقًا المؤسسة الخيرية الرسمية للنادي.
بمناسبة الذكرى الثلاثين للحريق، تم تسجيل نسخة جديدة من الأغنية في استوديوهات فولتدج بمدينة برادفورد. شارك في التسجيل عدد من الفنانين أبرزهم: دين مايكل (بلاك لايس)، ذا تشاكل براذرز، كليف جاكسون من فرقة د. آند ذا ميدكس، أوين بول، بيلي بيرس، بيلي شيرز، فلينت بيدروك، وريك وايلد من ذا أوفرلاندرز. كانت الفكرة من اقتراح المشجع لويد سبنسر، وذهبت جميع الأرباح لصالح وحدة الحروق في مستشفى برادفورد الملكي.

### مراسم التأبين والنُصب التذكارية

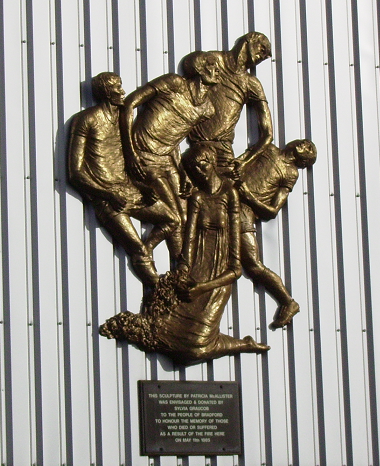
نُصب تذكاري على المدرج الرئيسي في فالي باريد تكريمًا لضحايا الحريق

حضر 6,000 شخص مراسم تأبين متعددة الطوائف، أُقيمت على أرض الملعب في يوليو 1985، أمام المدرج المحترق. وُضع صليب خشبي ضخم مكوّن من أجزاء متفحمة من المدرج، في منتصف الملعب خلف منصة الخطاب. وألقي جزء من المراسم باللغة الأردية والبنجابية، تكريمًا للجالية الباكستانية في مانينغهام، برادفورد، التي استقبلت الناجين في منازلها بعد الكارثة.
توجد في فالي باريد حاليًا نصب تذكارية اثنان. الأول يقع عند بداية المدرج الذي اندلع فيه الحريق، وهو منحوتة تبرعت بها سيلفيا غروكوب عند إعادة افتتاح الملعب في ديسمبر 1986. والثاني عند المدخل الرئيسي للنادي، تبرع به النادي نفسه بعد إعادة بناء المدرج الرئيسي عام 2002 بتكلفة 7.5 مليون جنيه إسترليني (15.4 مليون جنيه اليوم). يتكون من لوحة من الرخام الأسود منقوش عليها أسماء الضحايا بماء الذهب، وقاعدة من الرخام الأسود لوضع الزهور والتذكارات. كما توجد منحوتة مماثلة تبرعت بها مدينة هام الألمانية، الشقيقة لمدينة برادفورد، وتم تدشينها في 11 مايو 1986، وتقع أمام قاعة مدينة برادفورد.
أعلن نادي برادفورد سيتي أنه سيرتدي شريطًا أسود على أكمام القميص بشكل دائم تكريمًا لذكرى الضحايا.

### التكريمات
مُنح أربعة ضباط شرطة هم: ديفيد بريتون، جون ريتشارد إنغهام، تشارلز فريدريك موسون، وتيرينس مايكل سلومك، والمشجعان ريتشارد جوف وديفيد هاستلر، وسام الملكة للشجاعة. كما مُنح رجال الشرطة بيتر دونالد باريت، ديفيد تشارلز ميدغلي، والمشجعان مايكل ويليام بلاند وتيموثي بيتر لي، وسام الملكة للتصرف الشجاع. في المجمل، تم تكريم 28 ضابط شرطة و22 مشجعًا تم توثيق إنقاذهم لأرواح الآخرين. شاركوا في إخلاء معظم الذين وصلوا إلى مقدمة المدرج. وقد أُصيب مدرب النادي تيري يوراث بجروح طفيفة أثناء مشاركته في جهود الإنقاذ.

### إعادة تطوير ملعب فالي باريد

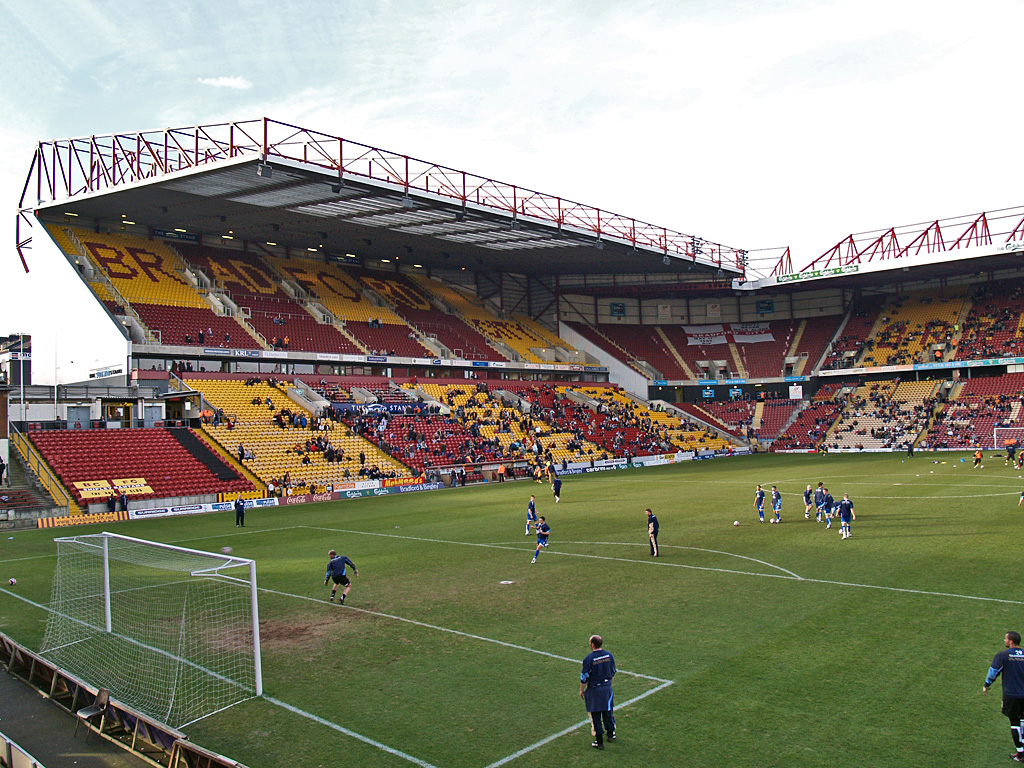
المدرج الرئيسي بعد إعادة تطويره عام 2001

أثناء إعادة تطوير فالي باريد، خاض نادي برادفورد مبارياته في ملاعب بديلة منها: إيلاند رود في ليدز، ليدز رود في هدرسفيلد، وملعب أودسال في برادفورد. وأُعيد افتتاح فالي باريد في 14 ديسمبر 1986، بمباراة ودية ضد منتخب إنجلترا انتهت بفوز برادفورد 2–1. ومنذ ذلك الحين، خضع الملعب لمزيد من التطوير وأصبح يتسع لـ 25,136 مشجعًا، وهو الآن ملعب عصري يختلف كثيرًا عن ما كان عليه وقت الكارثة، باستثناء النادي الأصلي الموجود بجانب المدرج الرئيسي، والجدار الحجري الداعم على طريق هوليويل آش عند الطرف المعروف بـ "برادفورد إند".

### تأثير الكارثة على نادي لينكولن سيتي
تعرّض لينكولن سيتي لهبوطين متتاليين بعد الحريق، أولًا إلى الدرجة الرابعة عام 1986، ثم إلى خارج الدوري الإنجليزي عام 1987، ليكون أول نادٍ يهبط من الدوري بشكل تلقائي. لكن الفريق عاد مباشرة في العام التالي واستمر في الدوري 23 عامًا قبل هبوطه مجددًا عام 2011. أُرجع البعض سبب التراجع إلى الآثار النفسية للحريق على اللاعبين، إضافة إلى استقالة المدرب كولين ميرفي قبل الحادث. وقد تأثرت منشآت النادي بسبب التشريعات الجديدة للسلامة، وأُدينت الأجزاء الخشبية في المدرجات، ما قلل السعة الجماهيرية مؤقتًا.
استجابت إدارة النادي بتخصيص 1.1 مليون جنيه (4.2 مليون اليوم) لتجديد الملعب، ووصلت الاستثمارات خلال عقد إلى 3 ملايين جنيه. وفي عام 1990، تم تجديد "المدرج الجنوبي" وتسميته "مدرج ستايسي-ويست" تكريمًا لمشجعي لينكولن بيل ستايسي وجيم ويست اللذين لقيا مصرعهما في الحريق. يُرسل النادي ممثلين سنويًا لحضور مراسم التأبين، كما دربه بين 2007 و2009 قائد برادفورد يوم الحادث، بيتر جاكسون.
لعب الفريقان أول مباراة بعد الحادث في أبريل 1989، كمباراة خيرية لجمع التبرعات لصالح كارثة هيلزبرة، وأُقيمت في فالي باريد.

## الأعمال الدرامية، الوثائقيات، والمنشورات
في عام 1986، بعد عام من الكارثة، بثّت قناة يوركشاير التلفزيونية فيلمًا وثائقيًا من تقديم جون هيلم بعنوان برادفورد سيتي – عام من التعافي. تناول الوثائقي رسائل الكراهية والكتابات على الجدران التي استهدفت رئيس النادي حينها، ستافورد هيغينبوثام، متهمةً إياه بالمسؤولية الشخصية عن وفاة 56 شخصًا في الحريق.
أصدرت دار "Parrs Wood Press" كتابًا بعنوان أربع دقائق إلى الجحيم: قصة حريق برادفورد سيتي (2005) للمؤلف بول فيرث؛ ويشير العنوان إلى الزمن الذي استغرقه الحريق ليلتهم المدرج بالكامل منذ ظهور أول شرارة. وكتب مارتن فليتشر لاحقًا كتابًا آخر بعنوان 56: قصة حريق برادفورد (2015)، استعرض فيه تفاصيل الكارثة وكيف فقد والده، وشقيقه، وعمه، وجده في الحريق.
في 1 مايو 2010، وبمناسبة الذكرى الخامسة والعشرين للحريق، قُدم برنامج فوتبول فوكس من ملعب فالي باريد عبر بي بي سي، واستضافه دان ووكر، وضم مقابلات مع تيري يوراث وجون هندري.
في عام 2014، قدمت فرقة المسرح "Funny You Should Ask" عرضًا تكريميًا لضحايا الحريق بعنوان 56. اعتمدت المسرحية على شهادات حقيقية من الكارثة، وسلطت الضوء على وحدة المجتمع والنادي خلال المحنة. قضى كُتاب العمل ساعات طويلة مع الناجين وأسر الضحايا. وقد تم التبرع بعائدات العرض في مهرجان إدنبرة إلى وحدة الحروق ببرادفورد.
في مايو 2025، وبمناسبة الذكرى الأربعين للكارثة، أصدرت بي بي سي فيلمًا وثائقيًا بعنوان Unforgotten: The Bradford City Fire.

## دعوات لإجراء تحقيق جديد
بعد تحقيق استمر 15 عامًا أجراه بنفسه في الحريق الذي أودى بحياة أربعة من أفراد أسرته بينما نجا هو، أصدر المحاسب السابق مارتن فليتشر كتابًا بعنوان 56: قصة حريق برادفورد (2015). وقد دفع هذا الكتاب نايجل آدامز – الذي عمل لمدة 12 عامًا كمحقق حرائق في إحدى خدمات الإطفاء البريطانية – للانضمام إلى الدعوات المطالبة بفتح تحقيق جديد، مشيرًا إلى أن كتاب فليتشر كان "واحدًا من أفضل الروايات عن حريق، من وجهة نظر ضحية، وكقطعة من الكتابة الاستقصائية التي قرأتها على الإطلاق". وأضاف أن التحقيق الذي ترأسه القاضي أوليفر بوبلويل كان غير كافٍ، وأن "هناك العديد من الأسئلة التي لم تُجب بعد". وتابع قائلًا:
"في عام 1985، كان التحقيق في الحرائق في بريطانيا في مراحله الأولى، وسيقول البعض في ذلك الوقت إن معظم محققي الحرائق لم يكونوا أكثر من رافعي غبار. وكما هو الحال في جميع مجالات التحقيقات الجنائية، فقد تطور بشكل كبير منذ ذلك الحين. ومع ذلك، هناك الكثير في هذا الكتاب يثير قلقي بشأن العلم، أو غيابه، في اختبار الفرضيات التي قدمها المحققون بشأن مصدر الاشتعال. كما يثير الكتاب مخاوف بشأن سرعة التحقيق، وحقيقة أنه بدأ بعد بضعة أسابيع فقط من الحريق واستمر لبضعة أيام فقط، في حين أن تحقيقات أخرى في حوادث مماثلة، قبل وبعد حريق برادفورد، استغرقت سنوات للوصول إلى نتائج وشهورًا للاستماع إليها. كما أن حقيقة أن التحقيق شمل أيضًا حادثة أخرى وقعت في نفس اليوم – وهي أعمال شغب أودت بحياة طفل صغير في برمنغهام سيتي – يجعل الأمر يبدو أكثر سطحية."
وأضاف آدامز قائلًا: "قرأت في بعض الصحف أنه يتعرض للهجوم بسبب حملته للمطالبة بتحقيق جديد. لا أرى ذلك. لا توجد حملة خبيثة، ولا يوجد مبالغة، ولا توجد حقائق ملفقة. إنه عرض بسيط للوقائع أمام الجميع. لقد أخذ فليتشر الحقائق وقدمها بطريقة تجعل من المستحيل أخلاقيًا ألا يُعاد النظر في هذه الحادثة".
في 26 يناير 2016، رفضت لجنة شكاوى الشرطة المستقلة الدعوات لإجراء تحقيق ونشرت ردها الكامل عبر الإنترنت.

## جدل حول إريك بينيت
في 17 أبريل 2015، صرّح المفتش المتقاعد ريموند فالكونر، في تقرير نشرته صحيفة تليغراف آند أرجوس الصادرة في برادفورد، أن الشرطة كانت على علم برجل أسترالي اعترف بإشعال الحريق.
عقب الذكرى الثلاثين للحريق، قامت عدة وسائل إعلام بتسمية هذا الرجل، مشيرة إلى أنه يُدعى إريك بينيت، وكان يزور ابن شقيقه في برادفورد قادمًا من أستراليا، وحضر المباراة في يوم الكارثة.
وبعد هذا التقرير، ورد أن ليزلي براونلي، وهو ابن شقيق بينيت، قال إن عمه لم يدلِ أبدًا بأي اعتراف بإشعال الحريق. ونُقل عنه قوله: "لا أصدق رواية المفتش المتقاعد ريموند فالكونر على الإطلاق. لا أعلم من أين حصل فالكونر على هذه القصة المليئة بالأكاذيب... الأخطاء في هذا التقرير [أو الوثائقي] مذهلة".
وكانت مصداقية ريموند فالكونر قد وُضعت موضع تساؤل من قبل الصحفي دانييل تايلور في صحيفة الغارديان، حيث كتب: "وصفت صحيفة برادفورد تليغراف آند أرجوس فالكونر بأنه 'أحد كبار المحققين'. لكنه في الحقيقة كان من بين المحققين المتورطين في واحدة من أخطر حالات الخطأ القضائي في البلاد، وهي جريمة قتل كارول ويلكينسون في برادفورد، حيث سُجن شخص بريء لمدة 20 عامًا عن جريمة لم يرتكبها."